# バッサーノ・デル・グラッパ
バッサーノ・デル・グラッパ（伊: Bassano del Grappa）は、イタリア共和国ヴェネト州ヴィチェンツァ県にある、人口約42,000人の基礎自治体（コムーネ）。県内第二位の人口を有するコムーネである。
特産品は蒸留酒のグラッパ、ホワイトアスパラガス。北イタリアの有名な陶器生産地のうちの一つでもある。

## 地理

### 位置・広がり
ヴィチェンツァ県北東部に位置するコムーネ。その名の通り、グラッパ山の麓に位置する。

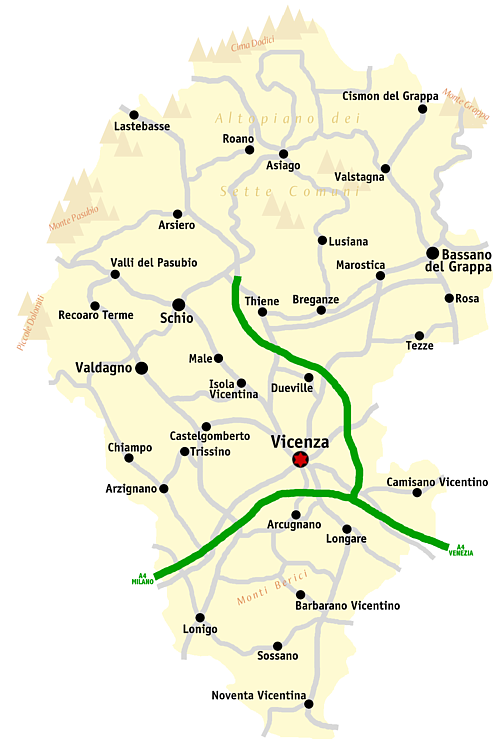
ヴィチェンツァ県概略図

#### 隣接コムーネ
隣接するコムーネは以下の通り。
- カルティリアーノ
- カッソーラ
- ルジアーナ・コンコ
- マロースティカ
- ノーヴェ
- ポーヴェ・デル・グラッパ
- ロマーノ・デッツェリーノ
- ロザ
- ソラーニャ
- ヴァルブレンタ

### 気候分類・地震分類
気候分類では、zona E, 2473 GGに分類される。
また、イタリアの地震リスク階級 (it) では、zona 2 (sismicità media) に分類される。

## 歴史

### 古代
紀元前2世紀頃の古代ローマ時代、バシアヌス（Bassianus, 資料によりBasiusとも）により開墾されたラティフンディウムが営まれていた。1世紀から2世紀頃には、コロニア（植民市）の地位を得た町であったと考えられ、町の呼び名は裕福な開墾者に因んで名付けられていた。

### 中世
確実な記録に残るものとしては、998年には大聖堂(イタリア語版)の前身である教会が存在していた事が分かっており、また1150年には城についての記述がある。1175年にヴィチェンツァに支配されるが、エッツェリーノ家の支配のもとでも13世紀まで一部の自治を認められていた。1368年にミラノのヴィスコンティ家の支配下となる。1404年からはヴェネツィア共和国の支配を受け、毛織物や絹織物などの繊維産業、銅製品や陶磁器の生産が盛んとなった。

### 近世・現代
1796年、フランス革命戦争においてナポレオン率いるフランスとオーストリア帝国が戦ったバッサーノの戦いの舞台となった。フランス革命戦争が終結しカンポ・フォルミオ条約が結ばれた結果、ヴェネツィア共和国領であったバッサーノはオーストリア＝ハンガリー帝国の支配地域となる。1866年、普墺戦争に介入したイタリア王国は第3次イタリア独立戦争によりヴェネト州を得て、バッサーノはイタリアの一都市となった。第一次世界大戦時、この街の北方にあるモンテ・グラッパで多数のイタリア軍人が犠牲になる戦いがあり、犠牲者を追悼するため街の名前を『バッサーノ・ヴェネト』から『バッサーノ・デル・グラッパ』に変更した。現在、バッサーノ・デル・グラッパはヴィチェンツァ広域圏の一部である。

## 行政

### 分離集落
バッサーノ・デル・グラッパには、以下の分離集落（フラツィオーネ）がある。
- Rubbio

また以下のコントラーダ(Contrada)がある。
- Campese, Marchesane, San Michele, Sant'Eusebio, Valrovina

## 文化

### 食
蒸留酒のグラッパが特産でグラッパ博物館がある。春には、ホワイトアスパラガスが収穫されることでも有名。各レストランが、ホワイトアスパラガスを使った料理を披露する、「アスパラガス祭り」なるものがある。

### 観光
- ヴェッキオ橋（英語版）（別名アルピーニ橋）： ブレンタ川に架かる屋根付き木造橋で、街のシンボル。初代の橋は12世紀（または1209年）に架けられ、その後戦乱や洪水で8回も破壊[8]され、現在の橋は第二次世界大戦後に架け替えられたものである[7]。この最期の再建が、アンドレア・パッラーディオの設計に最も近いものだと言われている[8]。
- パラッツォ・ストゥルム(イタリア語版) ： ブレンタ川沿いにある18世紀の建物で、グラッパ焼を展示する陶磁器博物館[7]。
- 大聖堂(イタリア語版) ： エッツェリーニ城（イタリア語版）と共に、街の中で最も高い丘の上にある。998年には既にここに教会があったとの文献が見つかっている[7]。
- 市の塔（Torre Civica） ： ガリバルディ広場に面した高さ40mの塔。1312年に建てられたと考えられており、市庁舎に隣接している[7]。
- 14世紀に造られた[7]城壁（旧市街を囲む囲壁）と城門：Porta delle Grazie（街の北東の城門）、Porta Dieda（街の南の城門）

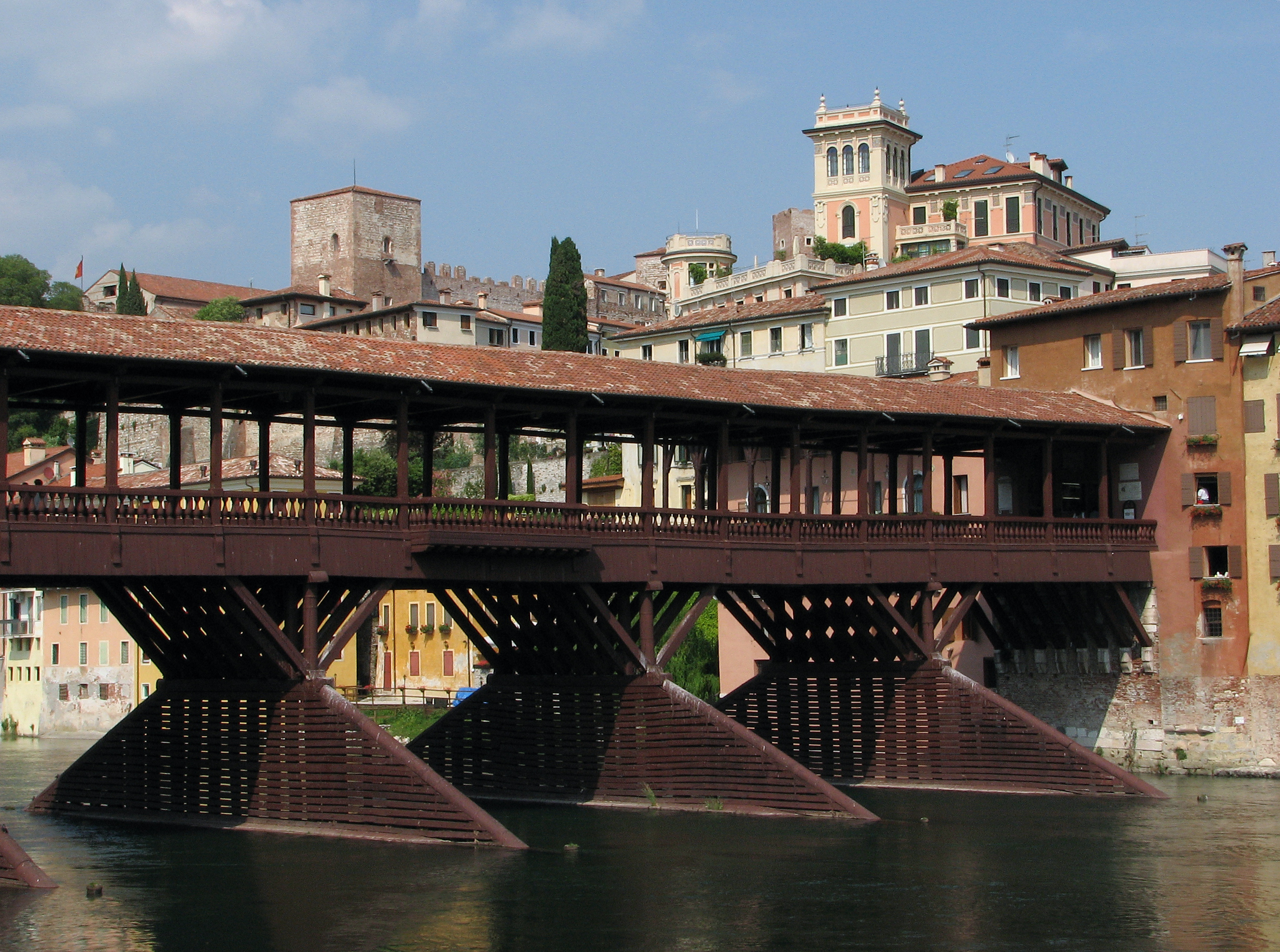
ヴェッキオ橋
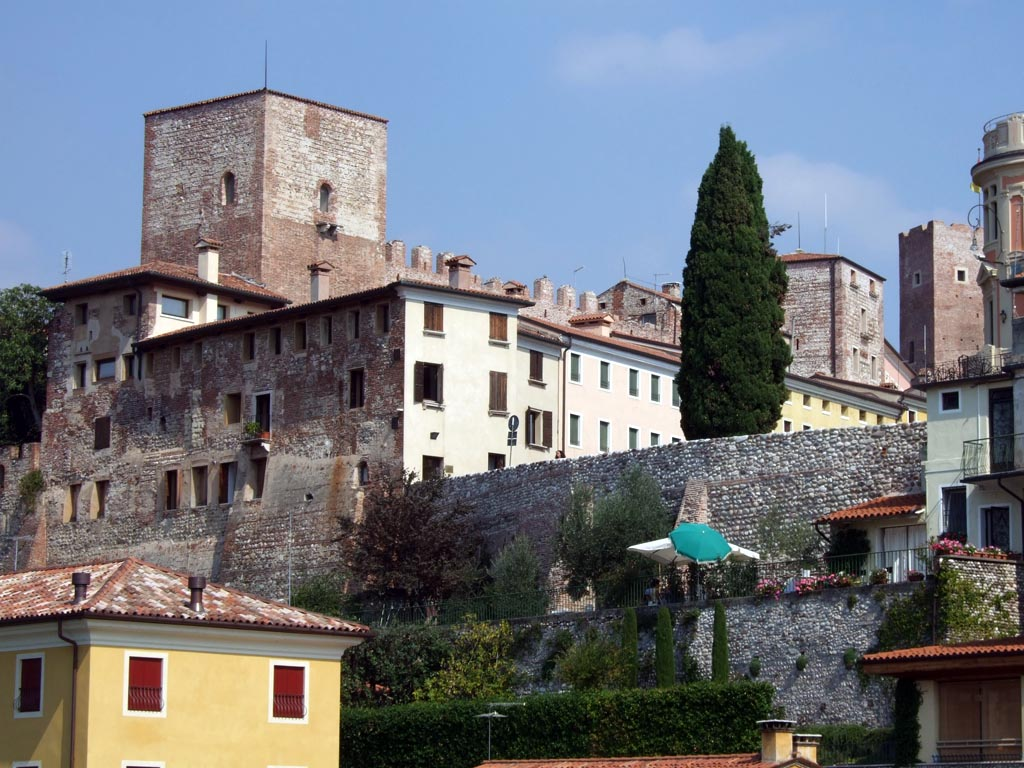
エッツェリーニ城
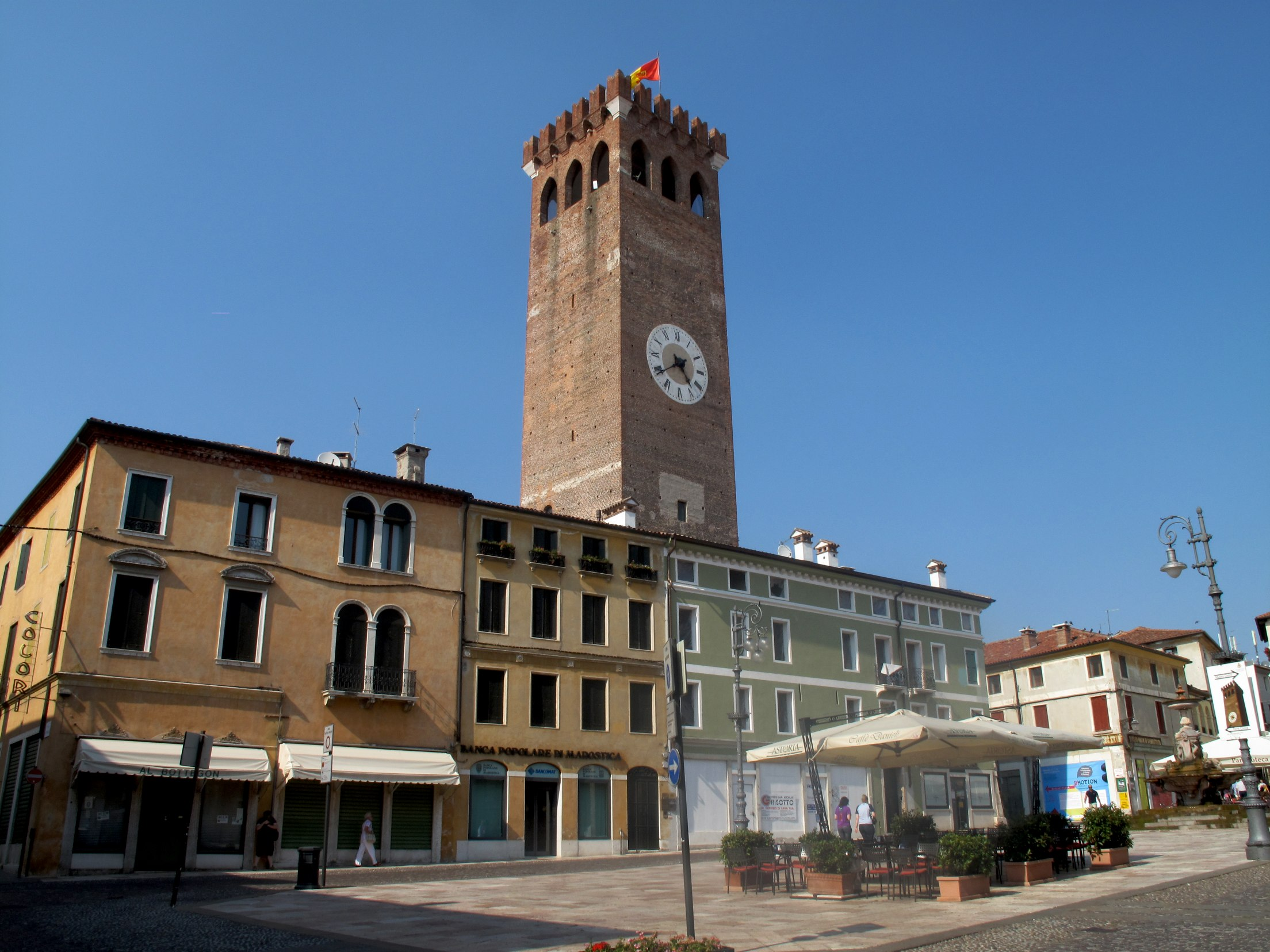
ガリバルディ広場と市の塔

## スポーツ
- 中野浩一が、1985年に世界自転車選手権・プロスプリントで9連覇を達成した地である。
- 競技用自転車メーカー、ウィリエールが1906年に創業した地である。現在は他の場所にファクトリーを構える。
- サッカーのクラブチーム、バッサーノ・ヴィルトゥス55STが本拠を置く。

## 姉妹都市
- ミュールアッカー（ドイツ語版）、ドイツ
- ヴォワロン、フランス

## 人物

### 著名な出身者
- ヤコポ・バッサーノ - 16世紀のヴェネツィア派の画家。
- ティート・ゴッビ - 20世紀のバリトン歌手。
- ミキ・ビアシオン - ラリードライバー。

## アクセス
鉄道 ： バッサーノ・デル・グラッパ駅
- ヴェネツィア・サンタ・ルチーア駅行き  1時間に1便程度（所要時間 約1時間10分）
- パドヴァ行き  1時間〜2時間に1便程度（所要時間 約1時間）
- トレント行き  2時間に1便程度（所要時間 約2時間）

バス ： イタリア鉄道バス（FS BUSItalia）
パドヴァ方面行きの列車は、一部バスによる便に振り替わる場合もある。このバスはバッサーノ・デル・グラッパ鉄道駅前を発着する。